# Тогрул II
Тогрул II (*бл. 1109—1134) — 3-й султан Іраку в 1132—1134 роках. Повне ім'я — Рукн аль-Даула ад-Дін Тогрул ібн Мухаммед бен Малік-шах.

## Життєпис

### Молоді роки
Походив з династії Сельджукидів. Другий син Мухаммеда I, султана Великих Сельджуків. Народився близько 1109 року. Невдовзі отримав в якості ікти міста Савех, Авад і Занджан. Його опікуном (атабеком) став Ширгірі. У 1118 році після смерті батька за наказом старшого брата Махмуда II, що став новим султаном, атабека Ширгірі було заарештовано. Новим атабеком Тогрула став Кун-Тоґді.
1118 році з початок війни Махмуда II протистрийка Ахмада Санджара Тогрул разом зі своїм атабеком повстав проти султана, захопивши Гілян та Дейлем, а потім важливе місто Казвін. Після поразки Махмуда II від Санджара останній став новим султаном Великих Сельджуків. Натомість Махмуд II отримав Іракський султанат. Тогрул в управління тепер мав Аджемський Ірак (основу складала провінція Джибаль) та Гілян. При цьому номінально його сюзереном залишився Махмуд II.
У 1121 році увійшов до коаліції емірів та маліків, що об'єдналися проти Давида IV, царя Грузії. Втім у битві при Дідгорі сельджуцьке військо зазнало нищівної поразки. У 1125 році вступив у союз з халіфом аль-Мустаршидом, Дубайсом ібн Садаком Маз'ядидом, еміром в Південному Іраку, спрямований проти Махмуда II. Проте заколотники зазнали поразки — халіфа було заарештовано, а Тогрул разом з Дубайсом втекли до Ахмада Санджара. Лише у 1128 році за посередництва останнього вдалося залагодити суперечку з Махмудо II. Тогрул повернув колишні володіння, зберігаючи вірність султану Іраку до смерті того у 1131 році.
У 1131 році після смерті Махмуда II новим султаном Іраку було оголошено його сина Дауда. Втім, проти цього виступив Тогрул, маючи намір самому стати султаном. також у боротьбу втрутилися брати останнього — Масуд і Сельджук-шах. Водночас Масуд і Сельджук виступили проти Ахмада Санджара, намагаючись повалити владу того. Тогрул підтримав Санджара. У 1132 році після поразки Масуда і Сельджука Тогрул отримав у володіння Іракський султанат.

### Султан Іраку
Невдовзі Тогрул II стикнувся з протистоянням з боку брата Масуда та небіжа Дауда, що об'єдналися між собою. У січні 1133 році за підтримки халіфа аль-Мустаршида вони почали повстання проти султана Іраку. В цей час Ахмад Санджар вимушений був рушити до Мавеннахра, де підняли повстання Караханіди. З огляду на це Тогрул II швидко опинився у скрутному становищі. Не маючи змоги чинити спротив, він відступив до Табаристану, де дістав допомогу династії Бавандидів.
На початку 1134 року з новим військом зумів захопити Аджемський Ірак. Втім невдовзі султан захворів та помер в Гамадані. Йому спадкував брат Масуд.

## Родина
- Арслан-шах, султан Іраку в 1161—1176 роках